# Ermitage Sainte-Anne de Xàtiva
L'ermitage Sainte-Anne (catalan : ermita de Santa Anna ; espagnol : ermita de Santa Ana) est situé à Xàtiva dans la province de Valence (Communauté valencienne, Espagne).

## Présentation
L'ermitage est de style gothique valencien flamboyant et  fut construit au milieu du XVe siècle. Plus tard on ajouta un chœur élevé de voûte étoilée de barbe d'épi, sur une robuste anse de panier. Il est possible que cette œuvre se fît à l’honneur de Rodrigo de Borgia, d'après le blason d'une des clefs timbré avec les signes distinctifs de protonotaire apostolique, dignité ecclésiastique qui montra celui qui serait pontife sous le nom d'Alexandre VI.
Pour y arriver il faut traverser la voisine localité de la Llosa de Ranes et prendre la route vers les Bains qui monte à l'enclave appartenant à la municipalité de Xàtiva, situé dans la cuspide d'une montagne conique. Depuis ce sommet on distingue Xàtiva et ses châteaux et, plus au sud, les chaînes de montagnes de Mariola, Aitana et Benicadell. Au nord, toute la Ribera du Xúquer, et, d'orient à l'ouest, de la Méditerranée à la frontière de Castille.

## Protection
L'ermitage fait l’objet d’un classement en Espagne au titre de bien d'intérêt culturel depuis le 21 janvier 1981.